# Max von Prollius
Max Ludwig Proculus von Prollius (* 31. Juli 1826 in Westenbrügge; † 15. Februar 1889 in Berlin) war ein deutscher Gutsbesitzer, Verwaltungsjurist, Landesminister und Gesandter.

## Leben
Max von Prollius war der Sohn des Geheimen Kammerrates Ludwig von Prollius auf Stubbendorf und dessen Ehefrau Melusine, geb. von Müller aus Westenbrügge. Die Familie Prollius war mit Diplom durch Kaiser Franz II. 1794 in den Adelsstand erhoben worden und besaß Stubbendorf seit 1802.
Max von Prollius studierte ab 1844 Rechtswissenschaften an der Universität Göttingen, wo er Mitglied des Corps Hannovera wurde, anschließend 1845 an der Universität Heidelberg, wo er dem Corps Vandalia beitrat, und ab 1847 an der Universität Rostock.
Am 19. April 1852 trat er als interimistischer Hülfs-Arbeiter cum voto consultativo (mit beratender Stimme) in den Justizdienst von Mecklenburg-Schwerin ein. Am 19. Juli 1853 wurde er Kanzleirat und 1854 zur Justizkanzlei in Güstrow abgeordnet. Am 21. Januar 1856 wurde er zum Justiz-Rat bei der Justiz-Kanzlei in Schwerin ernannt. 1864 übernahm er von seinem Vater im Erbgang das Familiengut Stubbendorf. 1867 lebte er mit Familie in Schwerin. Als Großherzoglich Mecklenburg-Schwerinscher Geheimer Rat wurde er am 14. Juni 1875 zum außerordentlichen Gesandten und Bevollmächtigten Minister am Königlich Preußischen Hof in Berlin ernannt und gleichzeitig für beide Mecklenburgs Erster Bevollmächtigter beim Bundesrat in Berlin.
Aus seiner Ehe mit der aus Ludwigslust stammenden Julie von Bülow (⚭ 1856 in Schwerin) gingen die fünf Söhne Jasper, Adolf, Hellmuth, Ludwig und Georg sowie drei Töchter hervor. Sein zweiter Sohn Adolf von Prollius (1861–1942) wurde ebenfalls Diplomat und war 1906–1910 Gesandter des Deutschen Reichs in Bangkok und in Venezuela (1911–1920). Der dritte Sohn Hellmuth von Prollius (1862–1921) übernahm ab 1900 das Gut und war 1917–1919 Klosterhauptmann im Kloster Dobbertin.